# 소포트

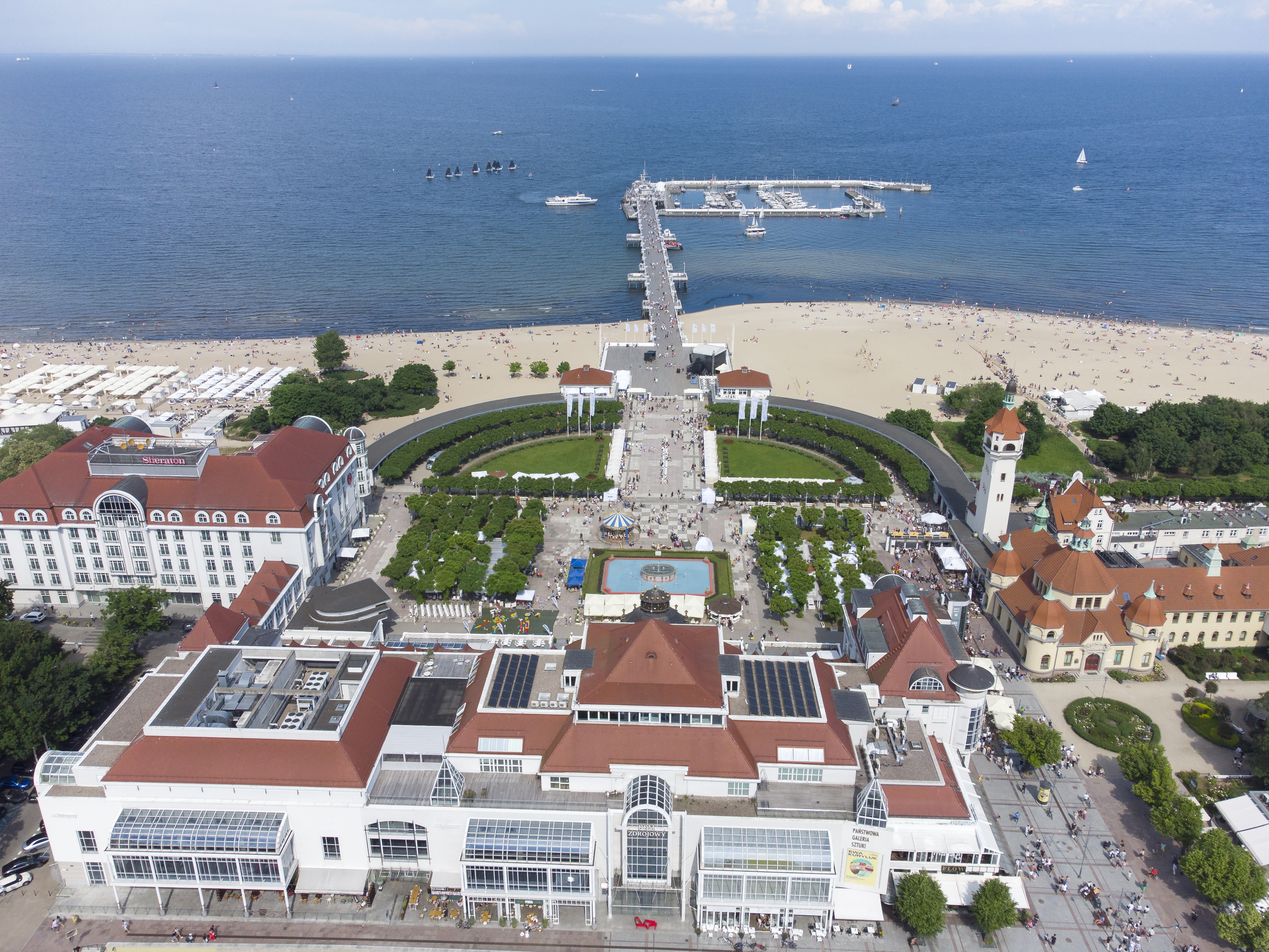
등대에서 바라본 소포트의 선창 모습

소포트(폴란드어: Sopot, 카슈브어: Sopòt, 독일어: Zoppot 초포트[*])는 폴란드 북부 포모제주에 있는 도시이다. 도시의 인구는 38,141명이며, 면적은 17.31km2이다.
발트해 남부 연안과 접하며 온천, 관광으로 유명한 휴양 도시이다. 남동쪽으로는 그단스크, 북서쪽으로는 그디니아와 접한다. 그단스크만을 따라 뻗어 있는 길이 515.5m의 목조 부두는 유럽에서 가장 긴 목조 부두이다. 유로비전 송 콘테스트 다음으로 큰 규모를 자랑하는 유럽의 노래 경연회인 소포트 인터내셔널 송 페스티벌(Sopot International Song Festival)로 유명한 곳이다.

시기
시 문장

## 자매 도시
- 폴란드 자코파네
- 독일 프랑켄탈
- 독일 라체부르크
- 러시아 페테르고프
- 덴마크 네스트베드
- 스웨덴 칼스함
- 영국 사우스엔드온시
- 이스라엘 아슈켈론